# Leptobotia
Leptobotia is een geslacht van straalvinnige vissen uit de familie van modderkruipers (Cobitidae).

## Soorten
De volgende soorten zijn bij het geslacht ingedeeld:
- Leptobotia curta (Temminck & Schlegel, 1846)
- Leptobotia elongata (Bleeker, 1870)
- Leptobotia flavolineata (Wang, 1981)
- Leptobotia guilinensis (Chen, 1980)
- Leptobotia hengyangensis (Huang & Zhang, 1986)
- Leptobotia microphthalma (Fu & Ye, 1983)
- Leptobotia orientalis (Xu, Fang & Wang, 1981)
- Leptobotia pellegrini (Fang, 1936)
- Leptobotia posterodorsalis (Lan & Chen, 1992)
- Leptobotia punctata (Li, Lui & Chen, 2008)
- Leptobotia rubrilabris (de Thiersant, 1872)
- Leptobotia taeniops (Sauvage, 1878)
- Leptobotia tchangi (Fang, 1936)
- Leptobotia tientainensis (Wu, 1930)
- Leptobotia zebra (Wu, 1939)